# Xuyên hầm lượng tử

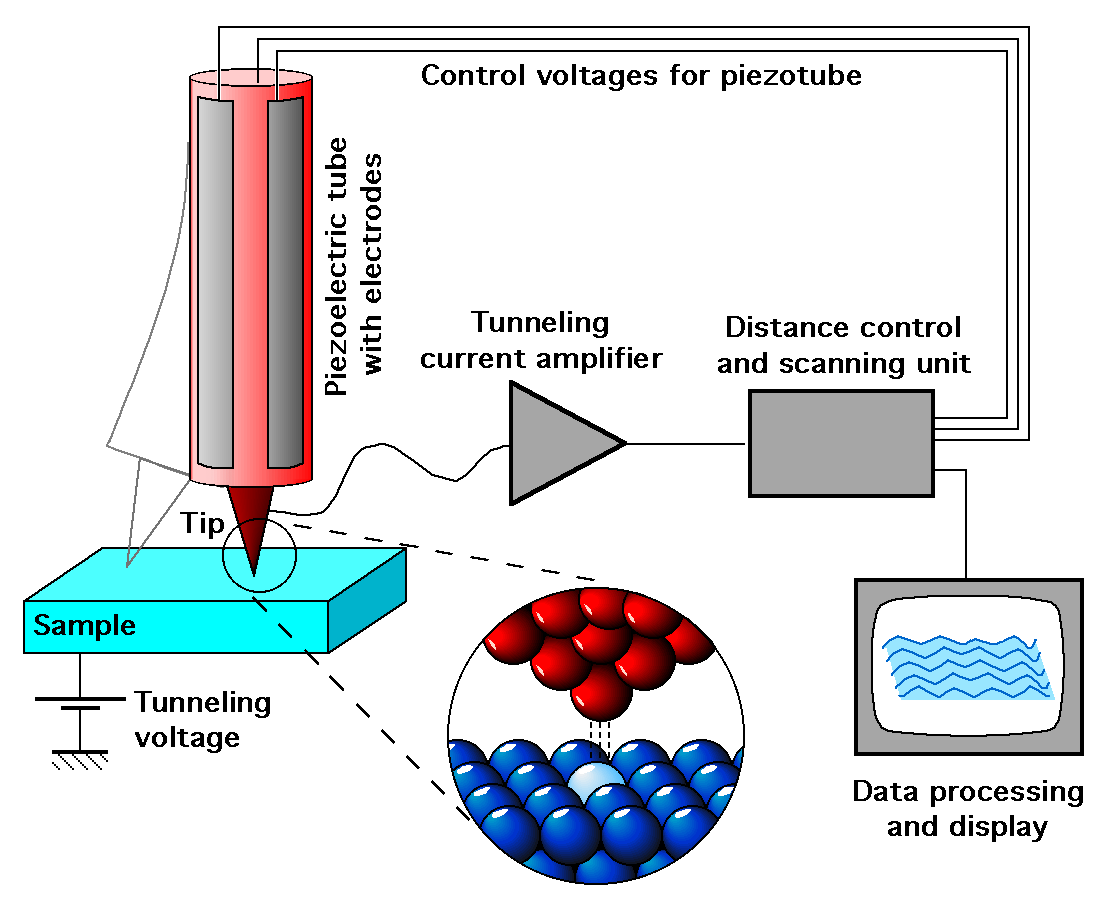
Sơ đồ hoạt động của kính hiển vi chui hầm điện tử, một sáng chế đã mang lại cho các tác giả của nó giải thưởng Nobel vật lý.

Một ống sóng electron hướng vào một rào cản tiềm năng. Lưu ý điểm mờ bên phải đại diện cho các electron đường hầm.

Xuyên hầm lượng tử (chui hầm lượng tử, tiếng Anh: quantum tunneling) là một hiệu ứng lượng tử mô tả sự chuyển dịch của hệ vật chất từ trạng thái này sang trạng thái khác mà thông thường bị ngăn cấm bởi các quy luật vật lý cổ điển.
Trường hợp kinh điển là việc hệ vật chất đi xuyên qua "hàng rào năng lượng", giống như hệ này đã đào "đường hầm" xuyên rào. Trong cơ học cổ điển, nếu có hai thung lũng và một ngọn đồi ngăn cách, một hòn bi nằm trong thung lũng thứ nhất sẽ không thể vượt qua ngọn đồi để sang thung lũng kia nếu nó không được cung cấp năng lượng lớn hơn thế năng trên đỉnh đồi. Trong cơ học lượng tử, vật chất không được miêu tả như các hòn bi, mà giống các sóng hơn, trong đó hàm sóng miêu tả "hòn bi" lan tỏa sang cả bên thung lũng kia, ngay cả khi vị trí trung bình của nó ở bên thung lũng này. Vì hàm sóng cho biết xác suất tìm thấy "hòn bi", có một xác suất nhất định trong việc tìm thấy "hòn bi" ở bên thung lũng kia.
Hiệu ứng này, như các hiệu ứng lượng tử khác, dễ quan sát nhất đối với các hạt nhỏ ở cỡ nanomet, khi tính chất sóng của chúng thể hiện rõ nét.
Một ứng dụng quan trọng của hiệu ứng là trong kính hiển vi quét chui hầm, cho phép quan sát các bề mặt dẫn điện ở kích thước nanomet, một kích thước quá nhỏ so với kính hiển vi quang học sử dụng ánh sáng ở bước sóng cỡ micromet. Dòng điện thu được do điện tử "chui hầm lượng tử" từ bề mặt cần quan sát sang đầu đọc cho biết mức năng lượng của hàng rào và do đó mức độ lồi lõm của bề mặt.
Hiệu ứng này cũng gây ra sự thất thoát điện tử trong các vi mạch tích hợp trong điện tử học, tiêu tốn điện năng và tỏa nhiệt cản trở việc tính toán tốc độ cao.
Hiệu ứng đường hầm lượng tử cũng cho phép vật chất có xác suất rất thấp vượt qua hàng rào năng lượng khổng lồ ở hố đen để chui ra ngoài.

## Lịch sử nghiên cứu
Năm 1928, nhà vật lý vũ trụ người Mỹ gốc Nga George Gamow (Гамов, Георгий Антонович) đã giải quyết được lý thuyết về sự phân rã alpha của hạt nhân nguyên tử qua hiện tượng chui hầm. Trước đó vài tháng, Robert Oppenheimer đã công bố một công trình ở Viện Hàn lâm Khoa học Quốc gia Mỹ nghiên cứu về ảnh hưởng của trường điện từ lên một nguyên tử trong sự phóng xạ hạt alpha của hạt nhân

## Công thức toán học
Xét phương trình Schrödinger độc lập với thời gian cho một hạt tử trong một chiều, dưới ảnh hưởng của một thế năng quả đồi {\displaystyle V(x)}.
{\displaystyle -{\frac {\hbar ^{2}}{2m}}{\frac {d^{2}}{dx^{2}}}\Psi (x)+V(x)\Psi (x)=E\Psi (x)}
{\displaystyle {\frac {d^{2}}{dx^{2}}}\Psi (x)={\frac {2m}{\hbar ^{2}}}\left(V(x)-E\right)\Psi (x)}
Bây giờ, thay hàm sóng {\displaystyle \Psi (x)} như là dạng mũ của một hàm.
{\displaystyle \Psi (x)=e^{\Phi (x)}}
{\displaystyle \Phi ''(x)+\Phi '(x)^{2}={\frac {2m}{\hbar ^{2}}}\left(V(x)-E\right)}
Ta hãy tách {\displaystyle \Phi '(x)} thành phần thực và phần ảo.
{\displaystyle \Phi '(x)=A(x)+\imath B(x)}
{\displaystyle A'(x)+A(x)^{2}-B(x)^{2}={\frac {2m}{\hbar ^{2}}}\left(V(x)-E\right)}
{\displaystyle B'(x)-2A(x)B(x)=0}
Tiếp theo chúng ta muốn phép tính gần đúng bán cổ điển để giải. Tức là chúng ta sẽ khai triển mỗi hàm như là một chuỗi lũy thừa trong {\displaystyle \hbar }. Từ các phương trình này chúng ta có thể thấy rằng chuỗi lũy thừa phải bắt đầu với ít nhất một bậc của {\displaystyle \hbar ^{-1}} để thỏa mãn phần thực của hàm này. Nhưng chúng ta lại muốn có một giới hạn cổ điển tốt, chúng ta cũng mong muốn để bắt đầu với một lũy thừa bậc cao nhất có thể của hằng số Plank
{\displaystyle A(x)={\frac {1}{\hbar }}\sum _{i=0}^{\infty }\hbar ^{i}A_{i}(x)}
{\displaystyle B(x)={\frac {1}{\hbar }}\sum _{i=0}^{\infty }\hbar ^{i}B_{i}(x)}
Các ràng buộc trên các hạng tử bậc thấp nhất như sau
{\displaystyle A_{0}(x)^{2}-B_{0}(x)^{2}=2m\left(V(x)-E\right)}
{\displaystyle A_{0}(x)B_{0}(x)=0}
Nếu biên độ thay đổi chậm như khi so sánh với pha, ta đặt {\displaystyle A_{0}(x)=0} và nhận được
{\displaystyle B_{0}(x)=\pm {\sqrt {2m\left(E-V(x)\right)}}}
Điều trên chỉ hiệu lực khi bạn có nhiều năng lượng hơn thế năng - chuyển động cổ điển. Sau khi tiến hành cùng một thủ tục trên bậc tiếp theo của biểu thức khai triển ta có
{\displaystyle \Psi (x)\approx C{\frac {e^{\imath \int dx{\sqrt {{\frac {2m}{\hbar ^{2}}}\left(E-V(x)\right)}}+\theta }}{\sqrt[{4}]{{\frac {2m}{\hbar ^{2}}}\left(E-V(x)\right)}}}}
Mặt khác, nếu pha viết đổi chậm như khi so sánh với biên độ, ta đặt {\displaystyle B_{0}(x)=0} và nhận được
{\displaystyle A_{0}(x)=\pm {\sqrt {2m\left(V(x)-E\right)}}}
Điều trên chỉ hiệu lực khi bạn có nhiều thế năng hơn năng lượng - chuyển động đường hầm. Đơn giản bậc tiếp theo của biểu chức khai triển cho ra
{\displaystyle \Psi (x)\approx {\frac {C_{+}e^{+\int dx{\sqrt {{\frac {2m}{\hbar ^{2}}}\left(V(x)-E\right)}}}+C_{-}e^{-\int dx{\sqrt {{\frac {2m}{\hbar ^{2}}}\left(V(x)-E\right)}}}}{\sqrt[{4}]{{\frac {2m}{\hbar ^{2}}}\left(V(x)-E\right)}}}}
Rõ ràng từ biểu thức mẫu số, thì cả hai phép giải gần đúng trên là không tốt ở gần điểm tới hạn cổ điển 
{\displaystyle E=V(x)}. Cái mà chúng ta có là các lời giải xa khỏi đồi thế năng và thấp hơn đồi thế năng. Xa khỏi đồi thế năng, hạt tử sẽ vận hành tương tự như một sóng tự do - pha (của nó) dao động. thấp hơn đồi thế năng, hạt tử sẽ có sự thay đổi theo lũy thừa trong biên độ.
Trong một vấn đề đường hầm đặc biệt, ta có thể nghi ngờ rằng sự chuyển đổi biên độ sẽ tỉ lệ thuận với {\displaystyle e^{-\int dx{\sqrt {{\frac {2m}{\hbar ^{2}}}\left(V(x)-E\right)}}}} và do đó, đường hầm là dao động tắt dần một cách lũy thừa bởi các độ lệch to lớn từ chuyển động khả thi cổ điển.
Nhưng để hoàn tất, chúng ta phải tìm ra các lời giải gần đúng khắp nơi và thỏa mãn các hệ số để tạo được một lời giải gần đúng toàn cục. Chúng ta phải tính gần đúng lời giải ở gần điểm tới hạn cổ điển {\displaystyle E=V(x)}.
Hãy ký hiệu điểm tới hạn cổ điển là {\displaystyle x_{1}}. Bây giờ, vì ở gần {\displaystyle E=V(x_{1})}, ta có thểdể dàng khai triển {\displaystyle {\frac {2m}{\hbar ^{2}}}\left(V(x)-E\right)} trong dạng chuỗi lũy thừa.
{\displaystyle {\frac {2m}{\hbar ^{2}}}\left(V(x)-E\right)=U_{1}(x-x_{1})+U_{2}(x-x_{1})^{2}+\cdots }
Hãy chỉ tính gần đúng bậc tuyến tính {\displaystyle {\frac {2m}{\hbar ^{2}}}\left(V(x)-E\right)=U_{1}(x-x_{1})}
{\displaystyle {\frac {d^{2}}{dx^{2}}}\Psi (x)=U_{1}(x-x_{1})\Psi (x)}
Phương trình vi phân này thấy như là không dẫn tới đơn giản. Nó cần vài kĩ xão để biến đổi thành một phương trình Bessel. Lời giải là như sau
{\displaystyle \Psi (x)={\sqrt {x-x_{1}}}\left(C_{+{\frac {1}{3}}}J_{+{\frac {1}{3}}}\left({\frac {2}{3}}{\sqrt {U_{1}}}(x-x_{1})^{\frac {1}{3}}\right)+C_{-{\frac {1}{3}}}J_{-{\frac {1}{3}}}\left({\frac {2}{3}}{\sqrt {U_{1}}}(x-x_{1})^{\frac {1}{3}}\right)\right)}
Hy vọng rằng lời giải này có thể nối các lời giải xa khỏi và thấp hơn. Cho trước 2 hệ số trên một phía (vế) của điểm tới hạn cổ điển, chúng ta sẽ có thể xác định 2 hệ số này trên phía khác của điểm tới hạn cổ điển bằng cách dùng lời giải địa phương này để nối chúng. Chúng ta sẽ có thể tìm ra quan hệ giữa {\displaystyle C,\theta } và {\displaystyle C_{+},C_{-}}.
May mắn thay, các lời giải hàm Bessel (được) tiệm cận với dạng sin, cosin và các hàm mũ trong các giới hạn đúng dắn. Quan hệ đó có thể tìm thấy như sau
{\displaystyle C_{+}={\frac {1}{2}}C\cos {\left(\theta -{\frac {\pi }{4}}\right)}}
{\displaystyle C_{-}=-C\sin {\left(\theta -{\frac {\pi }{4}}\right)}}
Bây chúng ta có thể xây dựng các lời giải toàn cục và giải đáp các vấn đề đường hầm.
Hệ số truyền dẫn {\displaystyle \left|{\frac {C_{\mbox{outgoing}}}{C_{\mbox{incoming}}}}\right|^{2}}, cho một hạt tử vượt đường hầm qua một hàng rào thế năng tìm được là
{\displaystyle T={\frac {e^{-2\int _{x_{1}}^{x_{2}}dx{\sqrt {{\frac {2m}{\hbar ^{2}}}\left(V(x)-E\right)}}}}{\left(1+{\frac {1}{4}}e^{-2\int _{x_{1}}^{x_{2}}dx{\sqrt {{\frac {2m}{\hbar ^{2}}}\left(V(x)-E\right)}}}\right)^{2}}}}
Trong đó, {\displaystyle x_{1},x_{2}} là hai điểm tới hạn cho hàng rào thế nằng này. Nếu chúng ta lấy một giới hạn cổ điển của tất cả các tham số khác lớn hơn rất nhiều so với hằng số Plank, viết tắt là {\displaystyle \hbar \rightarrow 0}, chúng ta thấy rằng hệ số truyền dẫn tiến tới 0 một cách đúng đắn. Giới hạn cổ điển này sẽ sai trong phi vật lý, nhưng đơn giản hơn nhiều để giải, là trạng thái của một thế năng hình vuông.